# Poospiza rubecula
La monterita pechirrufa, monterita de pecho rufo o dominiquí peruano (Poospiza rubecula) es una especie de ave paseriforme de la familia Thraupidae perteneciente al género Poospiza. Es endémica de Perú.

## Distribución
Se encuentra únicamente en la pendiente occidental de la cordillera de los Andes del oeste de Perú, desde Cajamarca hasta Ica.
Esta especie es considerada rara y local su hábitat natural: los matorrales (especialmente Eupatorium y Gynoxys) y bosquecillos secos de altitud adyacentes a bosques de Polylepis; en el Bosque de Zárate es encontrada en el sotobosque arbustivo en las partes altas de bosques secos mixtos dominados por Oreopanax, Myrcianthes y Escallonia, entre los 2350 y 3800 m.

## Estado de conservación
La monterita pechirrufa ha sido calificada como amenazada de extinción por la Unión Internacional para la Conservación de la Naturaleza (IUCN) debido a que su muy pequeña población, estimada entre 150 y 700 individuos maduros, se presume estar en rápida decadencia como resultado de la continua pérdida de hábitat. Todas las subpoblaciones son extremadamente pequeñas, fragmentadas y en decadencia.

## Sistemática

### Descripción original
La especie P. rubecula fue descrita por primera vez por el zoólogo británico Osbert Salvin en 1895 bajo el mismo nombre científico; su localidad tipo es: «Huamachuco, 10.400 pies [c. 3170 m], La Libertad, Perú».

### Etimología
El nombre genérico femenino Poospiza es una combinación de las palabras del griego «poas»: hierba, y «σπιζα spiza» que es el nombre común del pinzón vulgar, vocablo comúnmente utilizado en ornitología cuando se crea un nombre de un ave que es parecida a un pinzón; y el nombre de la especie «rubecula» proviene del latín y significa «petirrojo».

### Taxonomía
Los datos presentados por los amplios estudios filogenéticos recientes confirman que la presente especie es próxima de Poospiza hispaniolensis, y de un clado formado por Poospiza rufosuperciliaris, Poospiza goeringi, Poospiza garleppi y Poospiza baeri.
Es monotípica, no se reconocen subespecies.